# Dachdecker

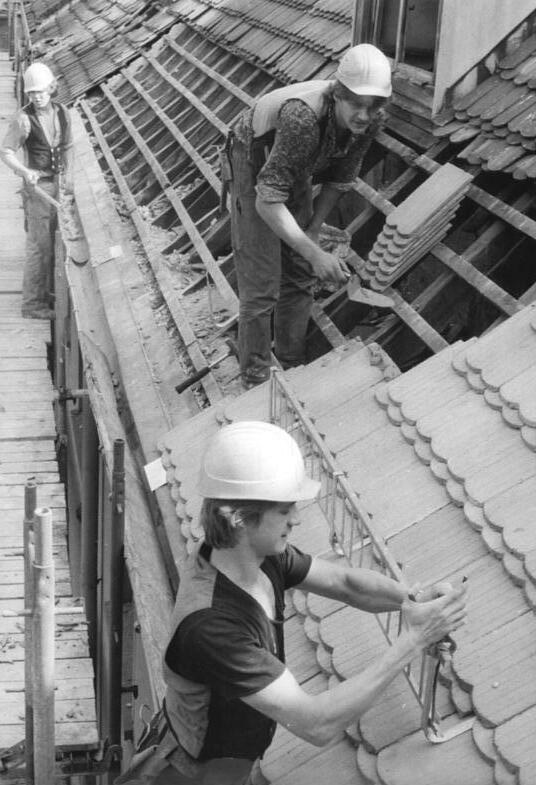
Dachdecker mit Biberschwanzziegeln mit Segmentschnitt, hier als Kronendeckung (d. h. 2 Ziegelreihen auf einer Dachlatte)

Ein Dachdecker sorgt mit seiner Arbeit für wind- und wetterfeste Gebäude.
Neben dem Dachdecken umfasst das Aufgabengebiet des Dachdeckers den gesamten Bereich der Dach-, Wand- und Abdichtungstechnik. Zu seinem Tätigkeitsfeld gehören auch der Einbau von Dachfenstern und das Installieren von Solaranlagen. Dachdecker arbeiten insbesondere bei Metallarbeiten mit Dachklempnern (regional auch Dachspengler genannt) zusammen.
Durch Einsatz regionaler Materialien können sich Dachdecker spezialisieren, regionale Materialien sind in Norddeutschland das Reet und in Mittelgebirgen der Schiefer, der vom Leyendecker verwendet wird.

## Beruf
Am 30. Juni 2013 gab es in Deutschland 54.371 sozialversicherungspflichtig beschäftigte Dachdecker. Der tarifliche Mindestlohn für gewerbliche Arbeitnehmer (Arbeiter) im Dachdeckerhandwerk beträgt bundesweit einheitlich 12,90 Euro pro Gesellen-Stunde (Stand November 2017). Für Menschen ohne abgeschlossene Dachdeckerlehre beträgt er nur 12,20 Euro pro Stunde. Vom Geltungsbereich nicht erfasst werden Schüler an allgemeinbildenden Schulen sowie das Reinigungspersonal. Die tarifliche Mindestlohn-Untergrenze ist durch die Allgemeinverbindlicherklärung des Bundesministeriums für Arbeit und Soziales in Verbindung mit dem Arbeitnehmer-Entsendegesetz von allen auf dem deutschen Markt tätigen Dachdeckerbetrieben und selbstständigen Betriebsabteilungen des Dachdeckerhandwerks (auch mit Sitz im Ausland) zwingend anzuwenden und zwar ohne Rücksicht auf Tarifbindung oder Innungszugehörigkeit. Das mittlere Jahresgehalt von Geschäftsführern im Dachdeckerhandwerk lag bei einem Jahresfestgehalt von 90.584 Euro und Tantiemen in Höhe von 11.490 Euro (Stand Oktober 2012).

### Tätigkeiten
- Wärmedämmung an Dach und Außenwand (Energieeinsparverordnung)
- Eindecken/Abdecken von Haus/Industrie Wandflächen und Dächern mit Schiefer, Schindeln, Pappdocken, Dachziegeln.
- Abdichten von Dachflächen, Wand- und Bodenflächen
- Bekleiden von Außenwänden (Fassaden) mit verschiedenen Materialien (Schiefern, Metall)
- Aufbau von begrünten Dächern (Gründach)
- Erbauen von Vorrichtungen zur Ableitung von Oberflächenwasser (Dachrinne)
- Einbau von Dachfenstern  (dabei auch Arbeiten am Dachstuhl)
- Installation von Solaranlagen (PV-Anlagen oder thermische Solaranlagen)
- Errichten von Blitzableitern
- Erstellen von Dachabdichtungen mit Bitumenbahnen, Kunststoffbahnen und Flüssigkunststoff

### Deutschland

#### Ausbildung
Dachdecker/Dachdeckerin ist ein anerkannter Ausbildungsberuf im Handwerk und wird mit der Dachdeckerausbildungsverordnung geregelt. Die Ausbildungsverordnung sieht eine dreijährige Ausbildungsdauer mit begleitendem Berufsschulunterricht vor. Betrieb und Auszubildender legen zu Beginn der Ausbildung einen Schwerpunkt fest, der dann im 3. Ausbildungsjahr vertieft wird. In den ersten 2½ Jahren ist die Ausbildung inhaltlich für alle gleich. Danach erfolgt die Vertiefung in einen der folgenden Schwerpunkte: Abdichtungs-, Dachdeckungs-, Außenwandbekleidungs-, Energie- oder Reetdachtechnik. Der Schwerpunkt kann in beiderseitigem Einvernehmen geändert werden. Die überbetriebliche Ausbildung ist Bestandteil der betrieblichen Ausbildung und umfasst im 1. Lehrjahr 6 Wochen, im 2. Lehrjahr 5 Wochen und im 3. Lehrjahr 4 Wochen. Sie ergänzt und vertieft die Ausbildung im Betrieb. Auszubildende sollen handwerklich begabt sein, eine gute körperliche Konstitution haben und nicht unter Höhenangst leiden. Im Jahr 2017 gab es in Deutschland 6651 Auszubildende im Dachdeckerhandwerk.

#### Ausbildungsvergütung
Gemäß Ausbildungsvergütungstarifvertrag im Dachdeckerhandwerk – Dach-, Wand- und Abdichtungstechnik – vom 5. Oktober 2016 zwischen dem Zentralverband des Deutschen Dachdeckerhandwerks
– Fachverband Dach-, Wand- und Abdichtungstechnik – e. V. und der Industriegewerkschaft Bauen-Agrar-Umwelt erhalten Auszubildende im Dachdeckerhandwerk bundesweit folgende monatliche Ausbildungsvergütung:
| Ausbildungsjahr    | monatl. Ausbildungs- vergütung (brutto) |
| ------------------ | --------------------------------------- |
| 1. Ausbildungsjahr | 860,00 €                                |
| 2. Ausbildungsjahr | 1040,00 €                               |
| 3. Ausbildungsjahr | 1320,00 €                               |

#### Lohn/Einkommen
- Nach erfolgreicher Ausbildung erhält ein Dachdecker-Junggeselle in den ersten 12 Monaten in Deutschland einen tariflichen Stundenlohn von 16,27 €. Er wird individuell ausgehandelt und kann durchaus auch geringer ausfallen, je nach Wissens- und Praxisstand. Bei 39 Wochenstunden ergibt das einen monatlichen Bruttolohn in Höhe von ca. 2750,00 € (Tarifstundenlohn ab 1. Mai 2017).[7] Der Mindestlohn im Dachdeckerhandwerk beträgt bundesweit 12,25 €/Std. (ab 1. Januar 2017).[8]

#### Höhere Qualifikationen in Lehrberufen des Bauwesen in Deutschland
Durch interne Fort- und Weiterbildungen oder Seminare:
- Führungskraft, Fachberater, Baustellen- oder Betriebsleiter,
- Ausbilder, Werkpolier oder Geprüfter Polier

Durch den Besuch einer Meister- oder Fachschule:
- Meister (Voraussetzung für die Selbständigkeit)
- Gestalter im Handwerk
- Techniker für Hochbau, Bauwerkerhaltung, Denkmalschutz

Sowie natürlich durch ein Studium an einer Fachhochschule (FH) mit entsprechender Hochschulreife.

### Österreich
In Österreich absolvieren Dachdecker eine dreijährige Lehre bis zum Abschluss. Aufgrund der beruflichen Nähe erwerben Dachdecker häufig – im Rahmen einer so genannten Doppellehre – auch den Lehrabschluss als Spengler. Dann dauert die Ausbildung vier Jahre. Voraussetzung dafür ist, dass die Ausbildung für beide Berufe im gleichen Lehrbetrieb gewährleistet ist. Nach zweijähriger Praxis und einem Meisterkurs kann eine Meisterprüfung abgelegt werden. Wie für andere österreichische Lehrberufe besteht die Möglichkeit, Matura nachzuholen und anschließend Fachhochschulen zu besuchen. Weiterbildungsmöglichkeiten bieten auch verschiedene Kollegs für bestimmte facheinschlägige Richtungen, wie Hochbau oder Ortsbildpflege.

### Schweiz

#### Ausbildung
Dachdecker (früher: Polybauer der Fachrichtung Dachdecken) sind zuständig für das Decken geneigter Dächer mit Tonziegeln, Metall, Naturschiefer oder Faserzementplatten. Sie sind außerdem verantwortlich für die Wärmedämmung und den Ausbau von Dachgeschossen. Die Ausbildung dauert in der Regel 3 Jahre und wird in einem Betrieb der Gebäudehüllebranche absolviert.

##### Höhere Berufsbildung
- Gruppenleiter führen eine kleine Einsatzgruppe.
- Objektleiter sind dafür verantwortlich, ein gesamtes Gebäudehüllen-Bauprojekt mit mehreren Einsatzgruppen baubezogen führen und abzuwickeln.
- Polier Vertiefungsrichtung Steildach / Flachdach / Fassade: Poliere sind baupraktische Manager, die mehrere Objekte baubezogen abwickeln und koordinieren.
- Meister: Meister sind Unternehmer im Gebäudehüllen-Markt.
- Energieberater Gebäude mit eidg. Fachausweis sind Berater für eine Energiebetrachtung bei Gebäudesanierungen.
- Projektleiter Solarmontage obliegt die Verantwortung, standardisierte Anlagen zu planen und die Montage zu leiten. Zudem beraten sie Kunden und beurteilen das Gebäude auf deren Eignung für solare Anlagen (Strom und Wärme).

## Redewendung
Die Redewendung Das kannst du halten wie ein Dachdecker kommt daher, dass sich früher kein Bauherr und Architekt auf das Dach getraut hat, um die Arbeit der Dachdecker zu kontrollieren. Sie konnten also so arbeiten, wie sie wollten.

## Galerie

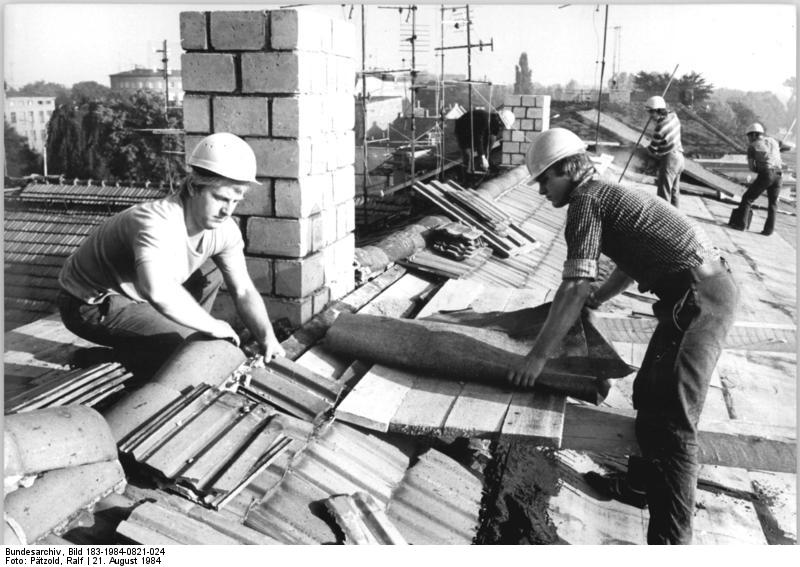
Dachdecker mit Dachpfannen
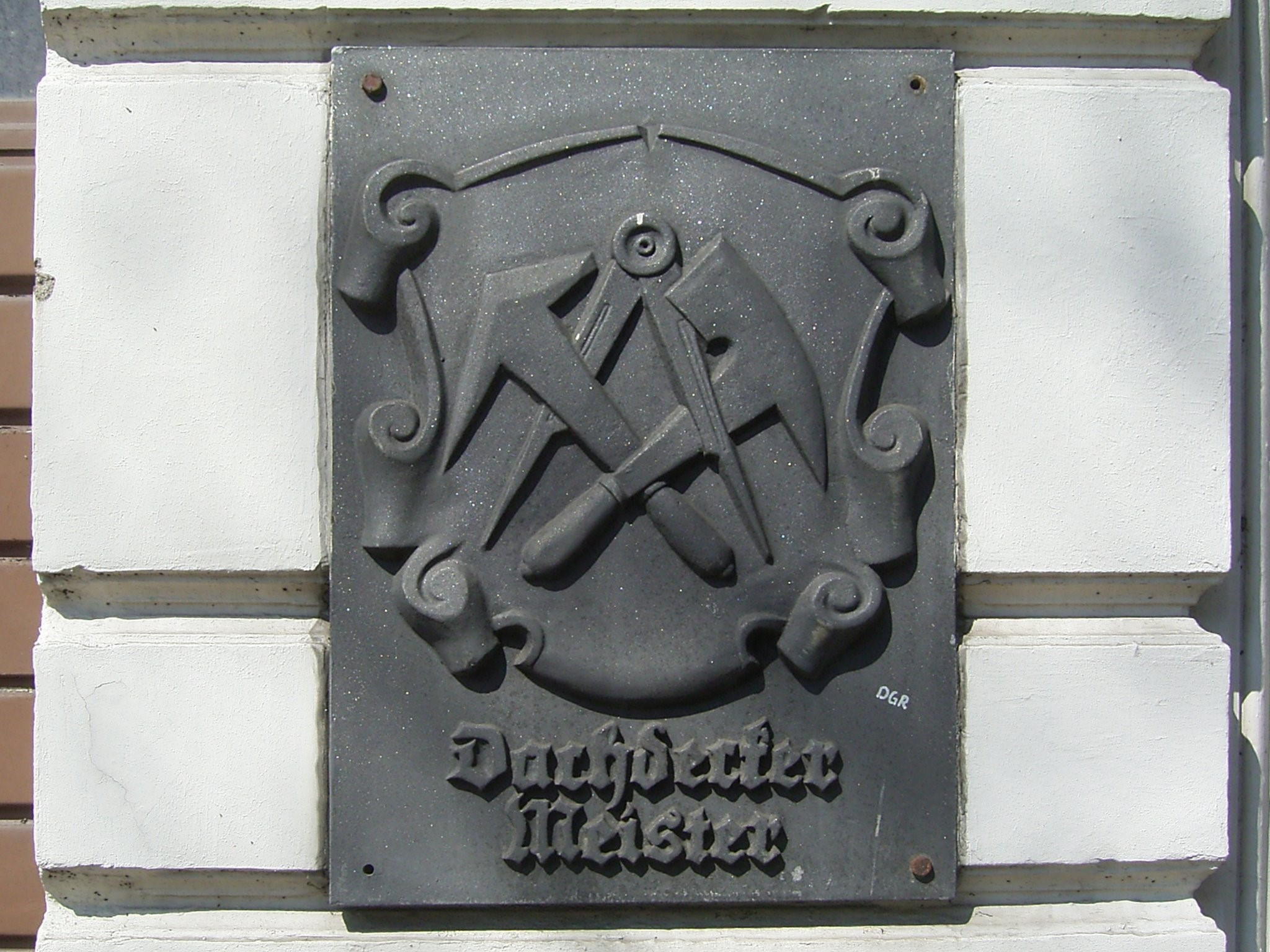
Zunftzeichen der Dachdecker: Dachdeckerbeil, Schieferhammer, Zirkel
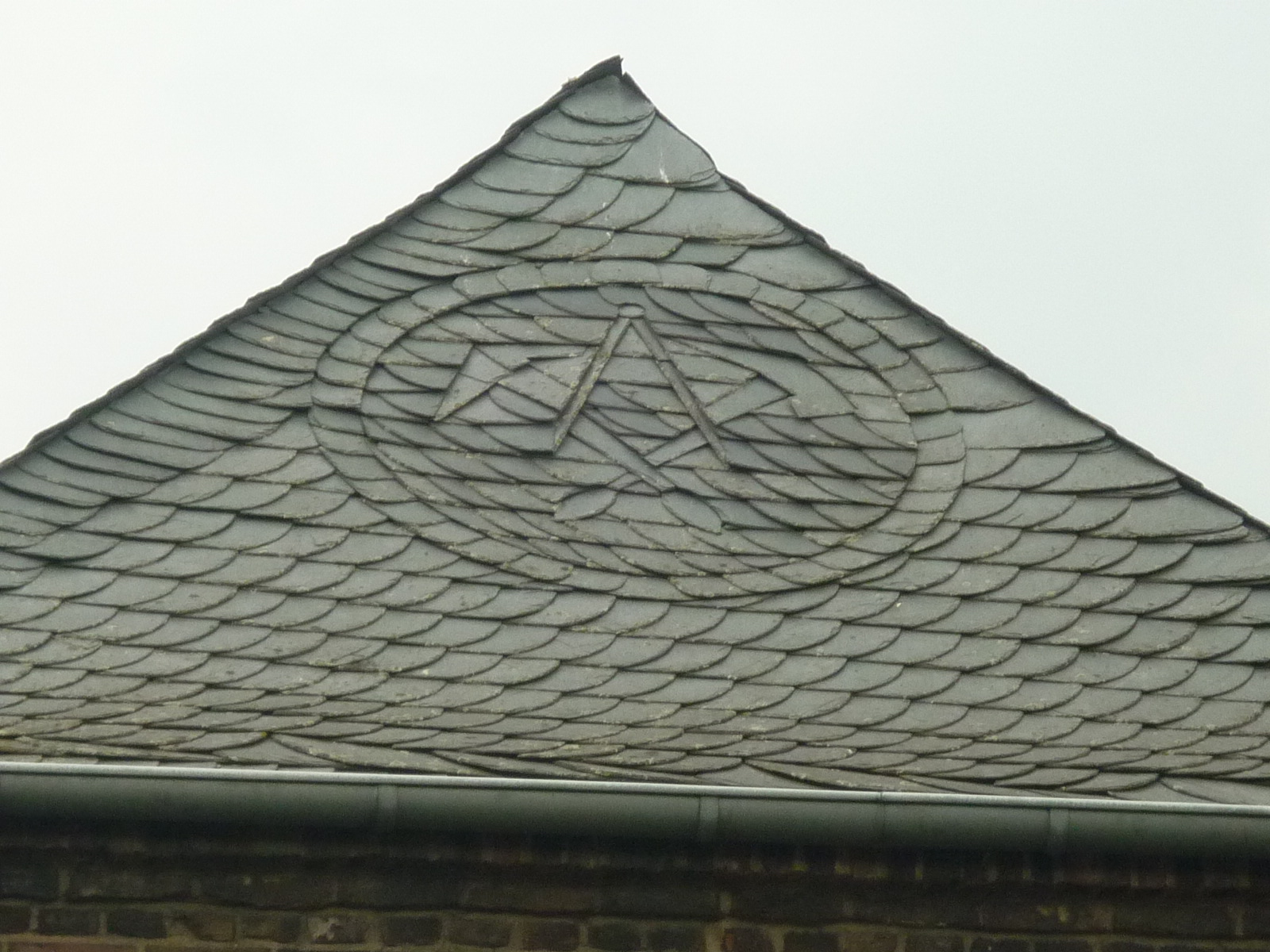
Zunftzeichen der Dachdecker als Verzierung in einem Schieferdach
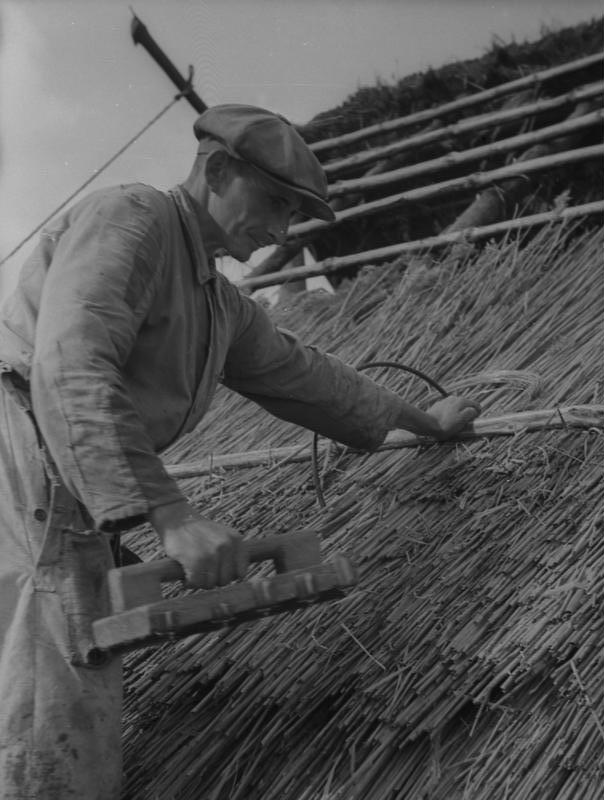
Dachdecker bei der Arbeit mit Reet
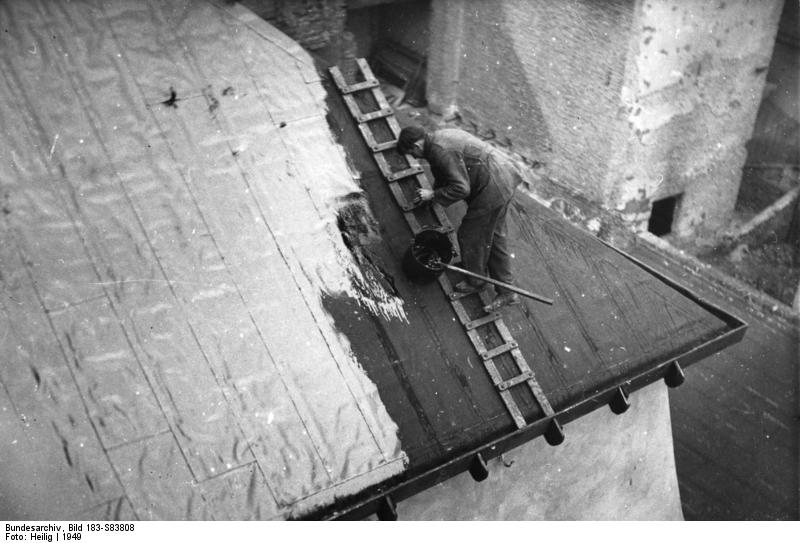
Dachdecker bei der Arbeit mit Teerpappe
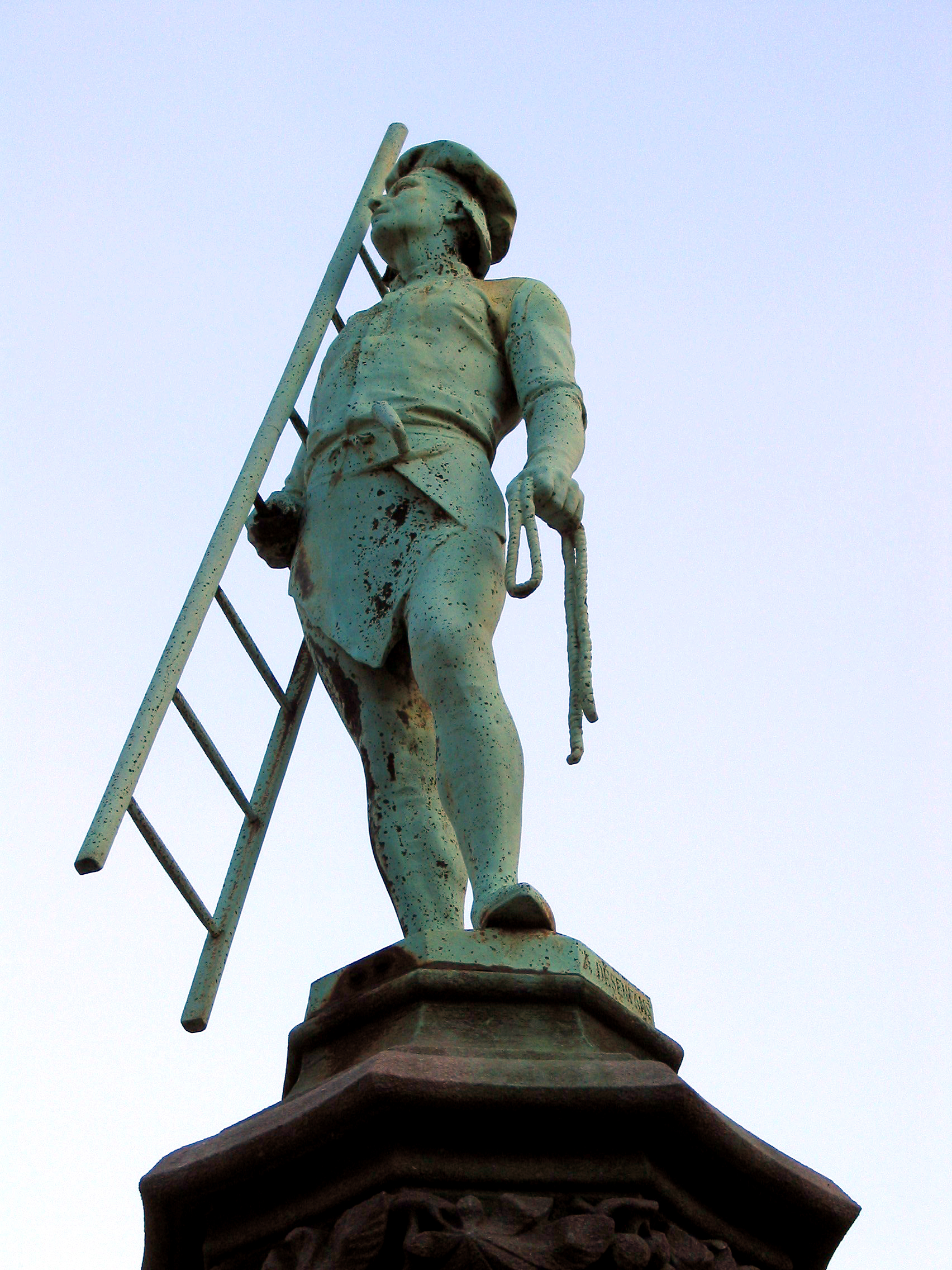
Dachstatue
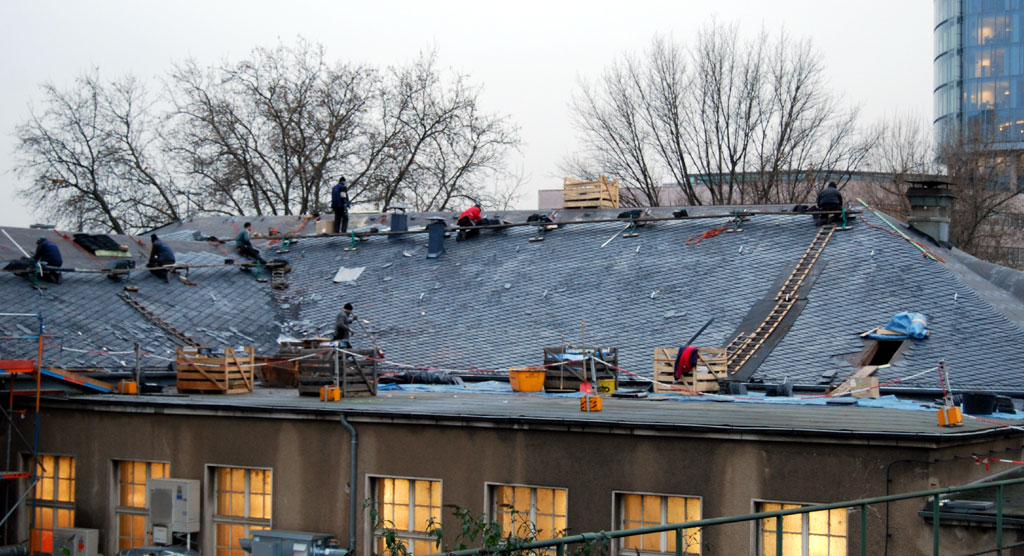
Schiefer-Dachdeckung am Bahnhof Köln Messe/Deutz